# Nikolaj Ivanovič Kolokolov
Nikolaj Ivanovič Kolokolov (1897 – 1933) è stato uno scrittore russo.
Convinto pessimista, fu autore, tra le altre cose, del romanzo Miele e sangue (1928), spietata critica dei provinciali russi.